# 노이!
노이!(독일어: NEU!:, '새로운!')는 독일의 크라우트록 2인조 밴드이다.

## 개요
1971년부터 1975년까지 활동하였다. 드러머 클라우스 딩어(Klaus Dinger)와 기타리스트 미하엘 로터(Michael Rother)이다. 두 명 모두 크라프트베르크(Kraftwerk)의 멤버이기도 했다.
1970년대 전자 악기, 샘플링, 이펙터 등을 이용해 인더스트리얼 장르의 기초를 다졌다.. 한편으로는 미니멀리즘적이고, 기계적이고, 비인간적인 느낌을 풍기지만, 동시에 서정적이기도 하다. 노이! 특유의 리듬을 노이!-비트(Neu!-beat)라고 한다.
캔, 파우스트와 함께 독일 크라우트 록의 3대밴드로 꼽힌다.

## 작품
- 1975년 - 《Neu! 75》
- 1973년 - 2집
- 1972년 - 《Neu!》 (첫 음반)
- 영화 《킬빌》(음악; Super 16)